# Audi Pop.Up Next
Audi Pop.Up Next — концептуальный беспилотный летающий электромобиль, который может передвигаться как по земле, так и по воздуху, совместной разработки немецкого автопроизводителя Audi AG, авиастроительной компании Airbus и компании, занимающейся разработкой дизайна, Italdesign Giugiaro. Был представлен на Женевском автосалоне в 2018 году.

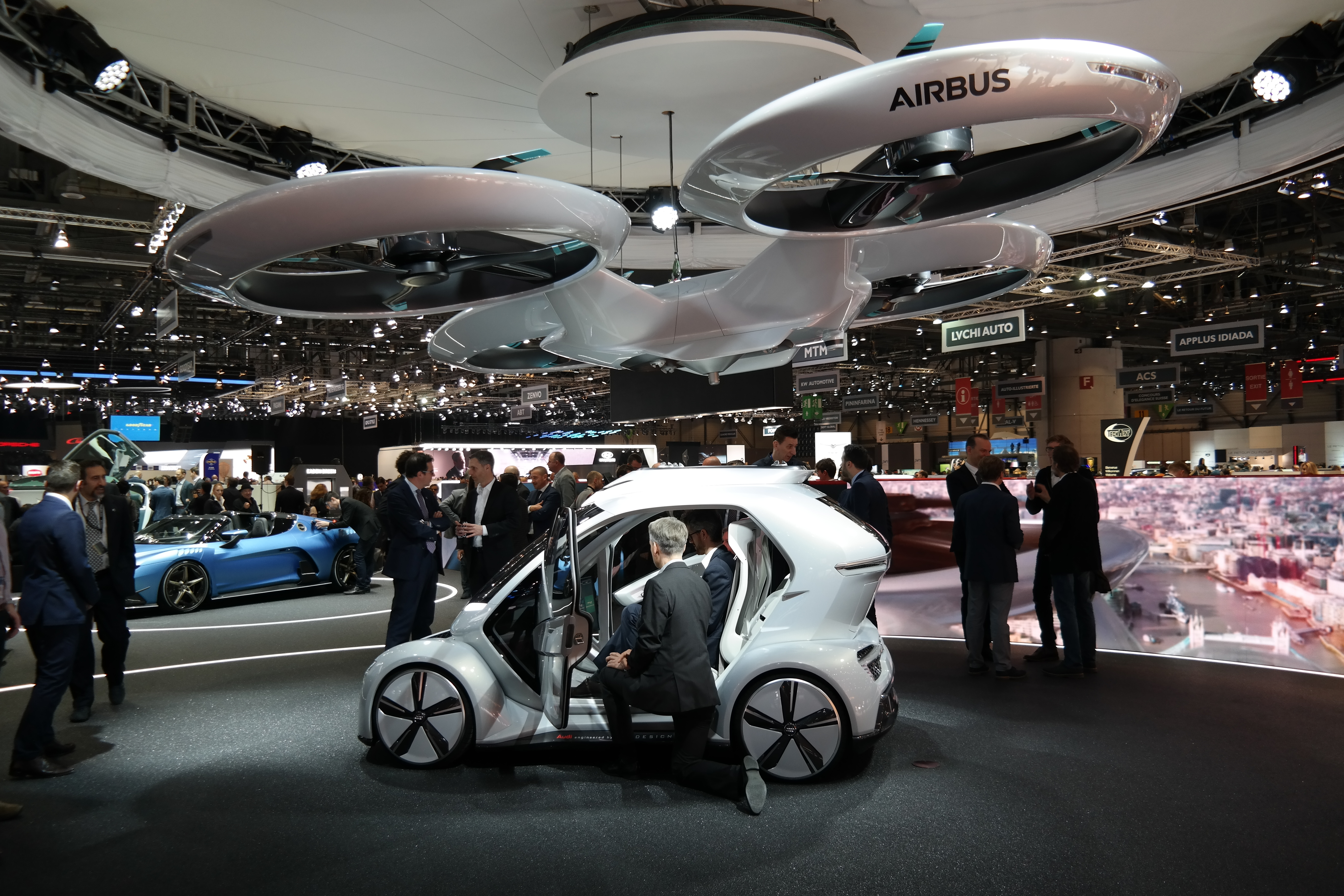
Audi Pop.Up Next на Женевском автосалоне 2018